# Вдовин, Константин Николаевич
Константин Николаевич Вдовин (7 октября 1945 — 5 октября 2020) — российский учёный-металлург, доктор технических наук (1999), профессор (1997), заслуженный деятель науки РФ (2004).

## Биография
Родился 7 октября 1945 года в с. Анненское Карталинского района Челябинской области.
Окончил Магнитогорский горно-металлургический институт (МГМИ) по специальности «металлургия черных металлов» (1972) и его аспирантуру (1975, с защитой кандидатской диссертации на тему «Струйное рафинирование передельного чугуна»).
Работал там же: ассистент, старший преподаватель, доцент, профессор. В 1983—1995 годах декан металлургического факультета, в 1995—2004 годах — проректор по учебной работе, с 2007 по 2013 год — проректор по научной работе.
В 1999 году защитил докторскую диссертацию на тему «Новые ресурсосберегающие технологии производства качественных чугунов для отливок». В 1997 году присвоено учёное звание профессора.
Область научных интересов — производство стали, сплавов для отливок.
Основал новое научное направление в литейном производстве — получение чугунных отливок в расплавляемой оснастке; разработал новые ресурсосберегающие технологии производства качественных сталей и чугунов для отливок.
Автор более 200 публикаций, соавтор 6 монографий, учебника. Получил более 50 авторских свидетельств и патентов РФ на изобретения.
Заслуженный деятель науки РФ (2004). Награждён медалью ордена «За заслуги перед Отечеством» II степени Указом Президента Российской Федерации от 17.05.2016 года № 233.
Скончался 5 октября 2020 года. Похоронен на Правобережном кладбище Магнитогорска.

### Сочинения
- Абразивная износостойкость литых металлов и сплавов. Монография. — Магнитогорск, 2003. (В соавторстве).
- Производство стальных отливок. Монография. — М., 2004. (В соавторстве).
- Выплавка качественной стали для фасонного литья. — Магнитогорск, 2007.(В соавторстве).
- Прокатные валки. Монография. — Магнитогорск, 2013.
- Непрерывная разливка стали. Монография. — Магнитогорск, 2013. (В соавторстве).